# Gmina Søndersø
Gmina Søndersø (duń. Søndersø Kommune) była w latach 1970-2006 (włącznie) jedną z gmin w Danii w okręgu Fionii (Fyns Amt). 
Siedzibą władz gminy było miasto Søndersø. 
Gmina Søndersø została utworzona 1 kwietnia 1970 na mocy reformy podziału administracyjnego Danii. Po kolejnej reformie w 2007 r. weszła w skład gminy Nordfyn.

## Dane liczbowe
- Liczba ludności: (♀ 5775 + ♂ 5459) = 11 234
  - wiek 0-6: 8,8%
  - wiek 7-16: 14,2%
  - wiek 17-66: 64,3%
  - wiek 67+: 12,7%
- zagęszczenie ludności: 62,1 osób/km² (2004)
- bezrobocie: 5,0% osób w wieku 17-66 lat
- cudzoziemcy z UE, Skandynawii i USA: 83 na 10 000 osób
- cudzoziemcy z krajów Trzeciego Świata: 125 na 10 000 osób
- liczba szkół podstawowych: 6 (liczba klas: 78)